# Elisha Cook Jr.
Pour les articles homonymes, voir Cook.
Elisha Cook Junior est un acteur américain, né le 26 décembre 1903 à San Francisco et mort le 18 mai 1995 à Big Pine. Il est principalement connu pour son rôle de Wilmer Cook, jeune porte-flingue névrosé (Le faucon maltais) ou de mari trompé (L'Ultime Razzia). Il remplit parfaitement ses vocations de second rôle. Il est aussi présent dans Le Grand Sommeil ainsi que dans Rosemary's Baby. Ses yeux bleus sont très clairs, et il est rare de le voir sourire dans un film. Il joue également dans beaucoup de séries télévisées, dont  Magnum, où il joue le rôle de Pic à glace. Il apparaît dans un épisode de la série  Kojak, ainsi que dans un épisode de la série Super Jaimie (épisode Mission vol de la saison 2).

## Biographie
Il est victime d'un  AVC dont il décède le 18 mai 1995 à 91 ans, cinq ans après la mort de sa femme.

## Filmographie partielle
- 1930 : Her Unborn Child de Albert Ray
- 1931 : Honor Among Lovers de Dorothy Arzner
- 1936 : Le Billet fatal (Two in a Crowd) de Alfred E. Green
- 1936 : Parade du football (Pigskin Parade) de David Butler
- 1937 : Breezing Home (en) de Milton Carruth
- 1937 : Charmante Famille de Otto Preminger
- 1937 : L'Amour en première page (Love is news) de Tay Garnett
- 1937 : The Devil Is Driving (en) de Harry Lachman
- 1937 : Life Begins in College (en) de  William A. Seiter
- 1937 : La ville gronde (They Won't Forget) de Mervyn LeRoy
- 1937 : Jeux de dames (Wife, Doctor and Nurse) de Walter Lang
- 1937 : Le Jockey rouge (Thoroughbreds Don't Cry) d'Alfred E. Green (non crédité)
- 1938 : My Lucky Star (en) de Roy Del Ruth
- 1938 : Patrouille en mer (Submarine Patrol) de John Ford
- 1938 : Newsboy's Home (en) de Harold Young
- 1938 : Three Blind Mice de William A. Seiter
- 1939 : Grand Jury Secrets (en) de James Hogan
- 1940 : He Married his Wife (en) de Roy Del Ruth
- 1940 : L’Inconnu du 3e étage (Stranger on the Third Floor) de Boris Ingster
- 1940 : Public Deb N 1 (en) de Gregory Ratoff
- 1940 : Adieu Broadway (Tin Pan Alley) de Walter Lang
- 1941 : Qui a tué Vicky Lynn? (I Wake Up Screaming) de H. Bruce Humberstone
- 1941 : Le Faucon maltais (the Maltese Falcon) de John Huston
- 1941 : Man at Large (en) de Eugene Forde
- 1941 : Sergent York (Sergeant York) d'Howard Hawks
- 1941 : Boule de feu (Ball of Fire) d'Howard Hawks
- 1941 : Hellzapoppin' de H. C. Potter
- 1942 : A Gentleman at Heart (en) de Ray McCarey
- 1942 : Fantômes déchaînés (A-haunting we will go) d'Alfred L. Werker
- 1942 : Manila Calling (en) de Herbert I. Leeds
- 1944 : Les Mains qui tuent (The Phantom Lady) de Robert Siodmak
- 1944 : Dark Mountain (en) de William Berke
- 1944 : Un fou s'en va-t-en guerre (Up in Arms) de Elliott Nugent
- 1944 : Eaux dormantes (Dark Waters) d'André de Toth
- 1945 : Dillinger, l'ennemi public no 1 de Max Nosseck
- 1945 : Why Girls Leave Home de William Berke
- 1946 : Le Grand Sommeil (The Big Sleep) d'Howard Hawks
- 1946 : Cinderella Jones de Busby Berkeley
- 1946 : Two Smart People de Jules Dassin
- 1946 : Blonde Alibi
- 1947 : Né pour tuer (Born to Kill) de Robert Wise
- 1947 : La Longue Nuit (The Long Night) de Anatole Litvak
- 1947 : Fall Guy de Reginald Le Borg
- 1947 : Un gangster pas comme les autres (The Gangster) de Gordon Wiles
- 1949 : La Sirène des bas-fonds (Flaxy Martin) de Richard L. Bare
- 1949 : Le Prix du silence (The Great Gatsby) d'Elliot Nugent
- 1951 : Behave Yourself de George Beck
- 1952 : Troublez-moi ce soir (Don't bother to knock) de Roy Baker
- 1953 : L'Homme des vallées perdues (Shane) de George Stevens
- 1953 : J'aurai ta peau de Harry Essex
- 1953 : La Trahison du capitaine Porter (Thunder over the Plains) d'André de Toth
- 1954 : The Outlaw's Daughter (en) de Wesley Barry
- 1954 : L'Aigle solitaire (Drum Beat) de Delmer Daves
- 1955 : La Rivière de nos amours (The Indian Fighter) d'André de Toth
- 1955 : Alfred Htichcock présente (Alfred Hitchcock Presents) (série télévisée) saison 1 épisode 6 : Salvage de Jus Addiss : Shorty
- 1955 : La Loi du plus fort (Timberjack) de Joseph Kane
- 1956 : L'Ultime Razzia de Stanley Kubrick
- 1956 : Accused of Murder (en) de Joseph Kane
- 1957 : Voodoo Island de Reginald Le Borg
- 1957 : Jicop le proscrit (Jicop) d'Henry Levin
- 1957 : Chicago Confidential (en) de Sidney Salkow
- 1957 : Baby Face Nelson de Don Siegel
- 1958 : Plunder Road (en) de Hubert Cornfield
- 1958 : La Nuit de tous les mystères (House on haunted Hill) de William Castle
- 1959 : La Chevauchée des bannis de André de Toth
- 1960 : Les Jeunes Terreurs (Platinum High School) de Charles F. Haas
- 1960 : College Confidential (en) de Albert Zugsmith (en)
- 1960 : Thriller (série télévisée)
- 1961 : One-Eyed Jacks de Marlon Brando
- 1961 : Rawhide de Charles Marquis Warren (série télévisée), Saison 3 épisode 22 : C'est arrivé au pays de nulle part
- 1963 : Papa's Delicate Condition de George Marshall
- 1963 : Black Zoo (en) de Robert Gordon
- 1963 : La Malédiction d'Arkham (The Haunted Palace) de Roger Corman
- 1963 : La Revanche du Sicilien (Johnny Cool) de William Asher
- 1964 : Blood on the Arrow (en) de Sidney Salkow
- 1965 et 1966 : Les Mystères de l'Ouest (The Wild Wild West), de Michael Garrison (série télévisée)
  - La Nuit du Couteau à double tranchant (The Night of the Double-Edged Knife), Saison 1 épisode 9, de Don Taylor (1965) : Mike McGreawy
  - La Nuit des Barreaux de l'Enfer (The Night of the Bars of Hell), Saison 1 épisode 22, de Richard Donner (1966) : Gideon McCoy
- 1967 : Star Trek (série télévisée) : épisode Cour martiale : Samuel T. Cogley, Esq.
- 1967 : Frontière en flammes (Welcome to Hard Times) de Burt Kennedy
- 1968 : Rosemary's Baby de Roman Polanski
- 1970 : El Condor de John Guillermin
- 1973 : Pat Garrett et Billy le Kid (Pat Garrett & Billy the Kid) de Sam Peckinpah
- 1973 : Messiah of Evil de Willard Huyck : Charlie
- 1975 : Le Faucon blanc (Winterhawk) de Charles B. Pierce (en) : Finley
- 1976 : Monsieur St. Ives (St. Ives) de J. Lee Thompson : Eddie, le concierge de l'hôtel
- 1977 : Dead of Night de Dan Curtis
- 1979 : Le Champion (The Champ) de Franco Zeffirelli
- 1979 : 1941 de Steven Spielberg
- 1979 : Les Vampires de Salem de Tobe Hooper
- 1981-1988 : Magnum : Pic à glace.
- 1987 : Alf : Oncle Albert
- 1982 : Hammett de Wim Wenders